# Nuestra Señora de Smolensko

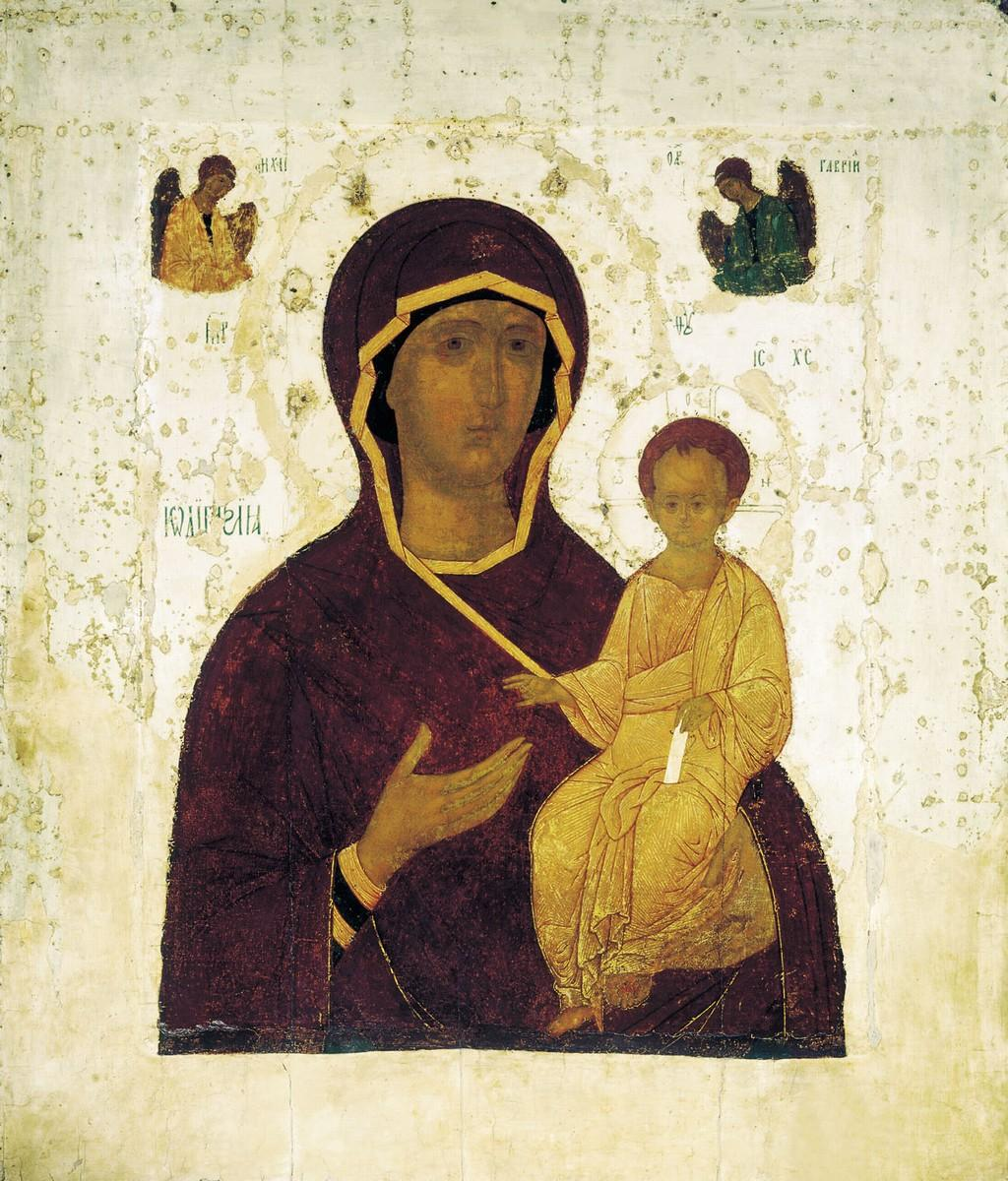
Icono de Nuestra Señora de Smolensko (1482) conservado en el Museo ruso de San Petersburgo

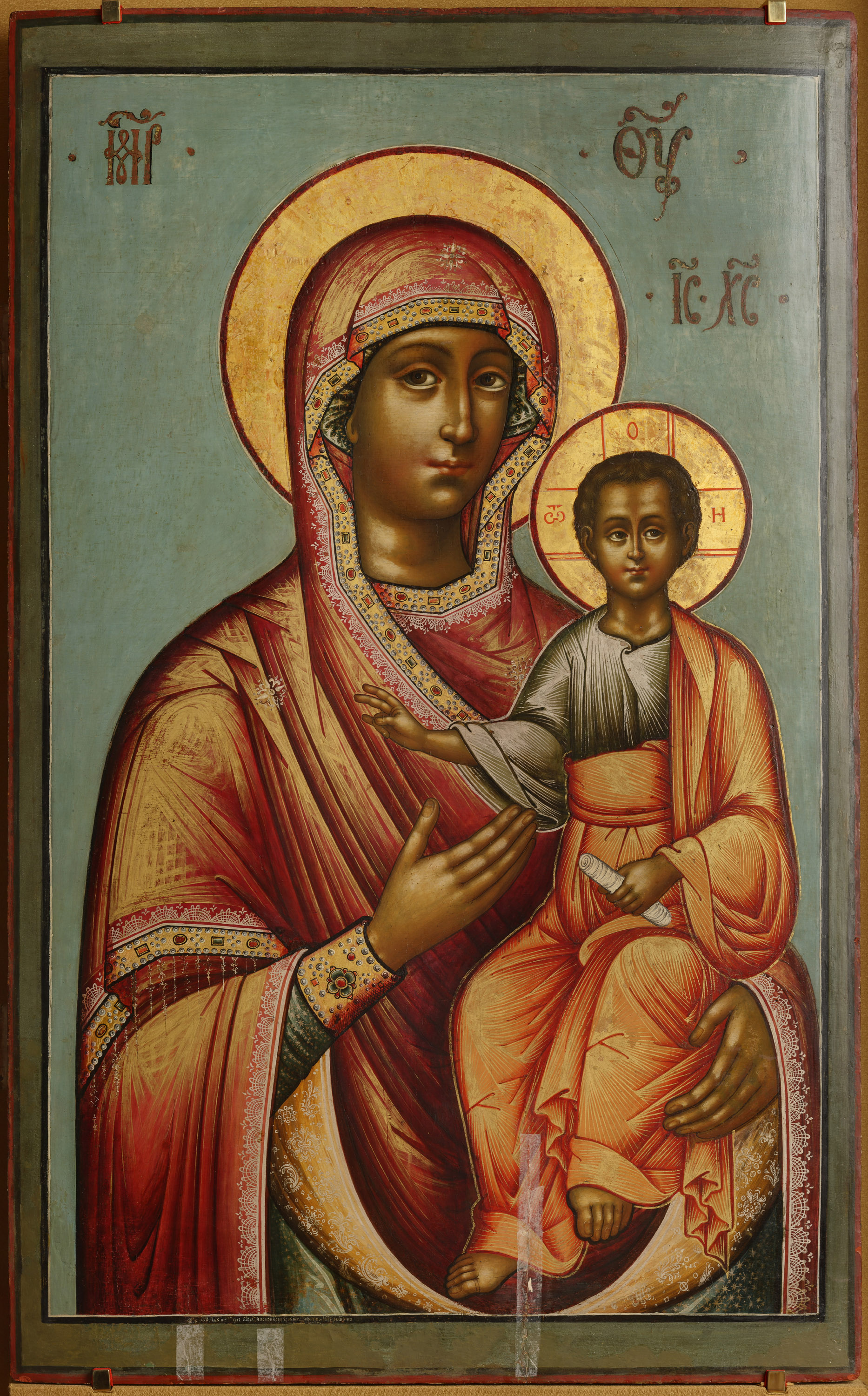
Icono de Nuestra Señora de Smolensko del siglo XVII

Nuestra Señora de Smolensko o el icono de la Madre de Dios de Smolensko es un icono que los creyentes consideran milagroso venerado por los ortodoxos, y especialmente en Rusia.
Su fiesta es el 28 de julio. En Rusia, esta fiesta se celebra según el calendario juliano, esto es en realidad el 10 de agosto gregoriano.

## Historia
Los creyentes piensan que el icono fue pintado por el propio san Lucas y que sirvió para bendecir las calles de Constantinopla por Constantino Monomaco, por el matrimonio de su hija con el príncipe Vsevolod de Yaroslavl. Llegó a Rusia en el siglo XI. Vladimiro el Monomaco la entregó solemnemente a la ciudad de Smolensko en el siglo XII, donde fue venerada en la catedral de la Dormición. Creyeron supersticiosamente que a ella se debió la victoria del asedio de la villa por los tártaros en 1239. El icono pronto fue transportado a la catedral de la Anunciación de Moscú en 1456, antes de regresar más tarde a Smolensko.
Se han pintado numerosas copias, entre ellas la del Monasterio Novodévichi en 1524, cuando Smolensko fue devuelta a Rusia, después de haber sido sometida por el gran duque de Lituania. El icono fue llevado a Moscú durante la guerra de 1812 contra Napoleón, para proteger la ciudad. Recorrió los muros de la Ciudad Blanca y del Kremlin con los iconos que se creían milagrosos de la Virgen de Iver y la Virgen de Vladímir, el día de la derrota de los rusos en Borodinó. 
Cuando ardió Moscú, el icono fue enviado a Yaroslavl luego a Smolensko. Se encontraba entonces en la catedral de la Dormición de Smolensko, y allí estuvo hasta que la catedral se cerró en 1929. Fue tomada por los alemanes, cuando ocuparon la ciudad de 1941 a 1943. No fue recuperada.

## Un tipo de icono
Los iconos de Nuestra Señora de Smolensko presentan a la Virgen y el Niño Jesús en el brazo derecho de su madre. La virgen hace un signo con la mano hacia Jesús, como para mostrar el camino, mientras que el Hijo bendice con su mano derecha. Esta representación de la Madre de Dios (Theotokos) se llama del tipo Hodigitria (la que señala al Niño como camino de salvación). Es más solemne que Nuestra Señora de Kazán. El centro de la composición se desplaza hacia el Cristo Niño que se presenta ya como un Pantocrátor.